# Bebo Storti
Alberto Storti, detto Bebo (Milano, 24 maggio 1956), è un attore, comico e politico italiano.

## Biografia

### Attività artistica
Di origini toscane (i genitori sono di Carrara), è un attore teatrale e cinematografico, sia comico, sia drammatico e ha trovato il vero successo in televisione in programmi come Su la testa! e Mai dire Gol. Famosi i personaggi del Conte Uguccione, Alfio Muschio, Thomas Prostata e Adelmo Stecchetti. Per il programma Mai dire Gol sfilò, travestito da Alfio Muschio, alla cerimonia di apertura dei Campionati mondiali di sci alpino 1996 tenutisi in Sierra Nevada (Spagna) nelle vesti di allenatore dello sciatore Lamine Guèye, unico rappresentante del Senegal: strinse la mano al re Juan Carlos di Borbone, rischiando l'incidente diplomatico con la Spagna che in seguito inoltrò al Senegal formale protesta.
A cavallo fra la fine degli anni '90 ed inizi anni 2000, prende parte ai vari spot "Alla corte del Re", campagna pubblicitaria per la promozione del gioco d'azzardo SuperEnalotto, dove ricopre il ruolo del simpatico sovrano. Nel 2002 inizia al Teatro dell'Elfo la tournée del monologo drammatico Mai morti, lo sfogo tragico di un nostalgico di Salò. Il testo e la regia sono di Renato Sarti. Commenta le partite di poker per il canale POKERItalia24, essendo egli stesso un buon giocatore.

### Attività politica
Si candida alle elezioni europee del 2004 con il partito dei Comunisti Italiani nella circoscrizione Nord-Ovest (Liguria, Lombardia, Piemonte, Valle d'Aosta) senza risultare eletto. Dalle elezioni regionali del 2005 è capogruppo del gruppo consiliare del Partito dei Comunisti Italiani al Consiglio regionale della Lombardia, essendo stato eletto come indipendente. Si presenta nuovamente alle elezioni europee del 2009 con Sinistra Ecologia Libertà, raccogliendo 6314 preferenze. Successivamente si avvicina al Movimento 5 Stelle.

## Filmografia

### Cinema
- Kamikazen - Ultima notte a Milano, regia di Gabriele Salvatores (1987)
- Nirvana, regia di Gabriele Salvatores (1997)
- In principio erano le mutande, regia di Anna Negri (1999)
- Tutti gli uomini del deficiente, regia di Paolo Costella (1999)
- La vita è un gioco, regia di Fabio Campus (2000)
- Amnèsia, regia di Gabriele Salvatores (2002)
- Le quattro porte del deserto, regia di Antonello Padovano (2003)
- Quo vadis, baby?, regia di Guido Chiesa (2005)
- La cura del gorilla, regia di Carlo A. Sigon (2005)
- A casa nostra, regia di Francesca Comencini (2006)
- Aspettando il sole, regia di Ago Panini (2008)
- Si può fare, regia di Giulio Manfredonia (2008)
- Passannante, regia di Sergio Colabona (2011)
- Vacanze di Natale a Cortina, regia di Neri Parenti (2012)
- Ti stimo fratello regia di Giovanni Vernia e Paolo Uzzi (2012)
- Cha cha cha, regia di Marco Risi (2013)
- Aspirante vedovo, regia di Massimo Venier (2013)
- Il capitale umano, regia di Paolo Virzì (2014)
- Tiramisù, regia di Fabio De Luigi (2016)
- Che vuoi che sia, regia di Edoardo Leo (2016)
- Poveri ma ricchi, regia di Fausto Brizzi (2016)
- Nome di donna, regia di Marco Tullio Giordana (2018)
- Il traditore, regia di Marco Bellocchio (2019)
- Villetta con ospiti, regia di Ivano De Matteo (2020)
- Per tutta la vita, regia di Paolo Costella (2021)
- Gli anni belli, regia di Lorenzo d'Amico de Carvalho (2022)
- Quasi orfano, regia di Umberto Carteni (2022)
- Cento domeniche, regia di Antonio Albanese (2023)
- Doppio passo, regia di Lorenzo Borghini (2023)

### Televisione
- Cielito Lindo – programma TV (1993)
- Mai dire Gol – programma TV (1995-1997)
- Corsia Preferenziale, regia di Luigi Maria Gallo – film TV (1995)
- Quo vadis, baby?, regia di Gabriele Salvatores – miniserie TV (2008)
- Fratelli detective, regia di Giulio Manfredonia – film TV (2009)
- Il mostro di Firenze, regia di Antonello Grimaldi – miniserie TV (2009)
- All Stars – serie TV (2010)
- Fratelli detective – serie TV (2011)
- Le mani dentro la città, regia di Alessandro Angelini (2014)
- Altri tempi, regia di Marco Turco – miniserie TV (2013)
- Il candidato - Zucca presidente – serie TV (2014-2015)
- 1992, regia di Giuseppe Gagliardi – serie TV, 3 episodi (2015)
- Non uccidere – serie TV, episodi 1x01-1x06 (2015)
- Don Matteo – serie TV, episodio 11x04 (2018)
- Made in Italy – serie TV, episodi 1x06-1x07-1x08 (2019)
- Rocco Schiavone – serie TV, episodi 3x03-3x04-4x01 (2019-2021)
- Masantonio - Sezione scomparsi, regia di Fabio Mollo ed Enrico Rosati – miniserie TV (2021)
- Guida astrologica per cuori infranti – serie TV, episodi 1x04-2x03 (2021-2022)
- The Bad Guy – serie TV (guest 2022, 2024)
- Se mi lasci ti sposo , regia di Matteo Oleotto – film TV (2022)
- Fuochi d'artificio – serie TV (2025)